# Плутон (Њамц)
Плутон (рум. Pluton) насеље је у Румунији у округу Њамц у општини Пипириг. Oпштина се налази на надморској висини од 715 m.

## Становништво
Према подацима из 2002. године у насељу је живело 1043 становника, од којих су сви румунске националности.